# روسكو تشارلز ويلسون
روسكو تشارلز ويلسون (بالإنجليزية: Roscoe Charles Wilson) هو قائد عسكري أمريكي، ولد في 11 يونيو 1905 في سينتراليا في الولايات المتحدة، وتوفي في 21 أغسطس 1986 في لويفيل في الولايات المتحدة.